# Іван Ольбрахт
Іва́н О́льбрахт (чеськ. Ivan Olbracht), справжнє ім'я Каміл Земан (чеськ. Kamil Zeman; 6 січня 1882, Семілі, Богемія, Австро-Угорщина — 20 грудня 1952, Прага) — чеський письменник і громадський діяч.

## Короткий життєпис
Народився в місті Семіли на півночі Чехії у сім'ї адвоката та письменника Антала Сташека (Антоніна Земана). Після закінчення гімназії в Двурі Кралове навчався на юридичному факультеті Карлового університету. Працював в чеській газеті «Дєяніцкі лісти» у Відні, а згодом у соціал-демократичній газеті «Право люду» в Празі. У 1921 році вступив до комуністичної партії Чехословацької Республіки і став редактором її газети «Руде право». У 1929 році покинув лави комуністичної партії.
Ольбрахт кілька разів відвідував Радянський Союз, а на початку 30-х років багато разів бував в Підкарпатській Русі. Серед книжок його нарисів і репортажів — збірки оповідань «Про злих самітників»(1913 р.), «Дивне товариство актора Єсенія» (1919 р.), революційно-історичний роман «Анна-пролетарка» (1928 р.), нарис про Подкарпатську Русь «Земля без імені» (1932 р.), оповідання «Про сумні очі Гани Караджичової» (1937 р.).
Справжнім шедевром Івана Ольбрахта став його майже пригодницький і одночасно дуже поетичний роман «Микола Шугай — розбійник» (1933 р.), створений на підкарпаторуській життєвій та фольклорній основі. Герой роману, колишній солдат Микола Шугай, реальна історична особа. Шугай після Першої світової війни став розбійником, який грабував багатих та віддавав бідним, і який загинув через зраду коханої дівчини Ержіки. Однак справжній головний герой роману — це прекрасна незаймана природа Закарпатської України, природа, яку Ольбрахт зумів описати з надзвичайною майстерністю. Завдяки цьому критики вважають роман своєрідним віршем у прозі. Чеський літературознавець Рудольф Гавел писав, що Іван Ольбрахт «сказав чеському читачеві про Закарпаття більше, ніж усі державницькі газети й журнали за попередні понад десять років…»
Роман «Микола Шугай — розбійник» став справжньою легендою в чеській літературі. У 70-ті роки на його основі драматург Мілан Угде створив мюзикл «Баллада для бандита», який не сходив зі сцени протягом двадцяти років, за його сюжетом було відзнято фільм.
Сьогодні в закарпатському селі Колочава, де Ольбрахт колись збирав матеріали для свого роману «Микола Шугай — розбійник», є пам'ятник та музей Івана Ольбрахта.

## Фільми за творами Івана Ольбрахта і про його творчість
- Марійка-Невірниця (1934), Іван Ольбрахт, Карел Новий
- Микола Шугай (1947), режисер Й-М. Крнянський
- Балада про бандита (1978), режисер: Володимир Сіс
- Я піду в далекі гори (1981), режисер Віктор Стороженко
- Голет у долині (1995), режисер Зено Достал (Zeno Dostál)
- Ольбрахт і Колочава {2009}, режисер: Сергій Губський,  [Архівовано 16 грудня 2015 у Wayback Machine.],  [Архівовано 24 листопада 2015 у Wayback Machine.]

## Література

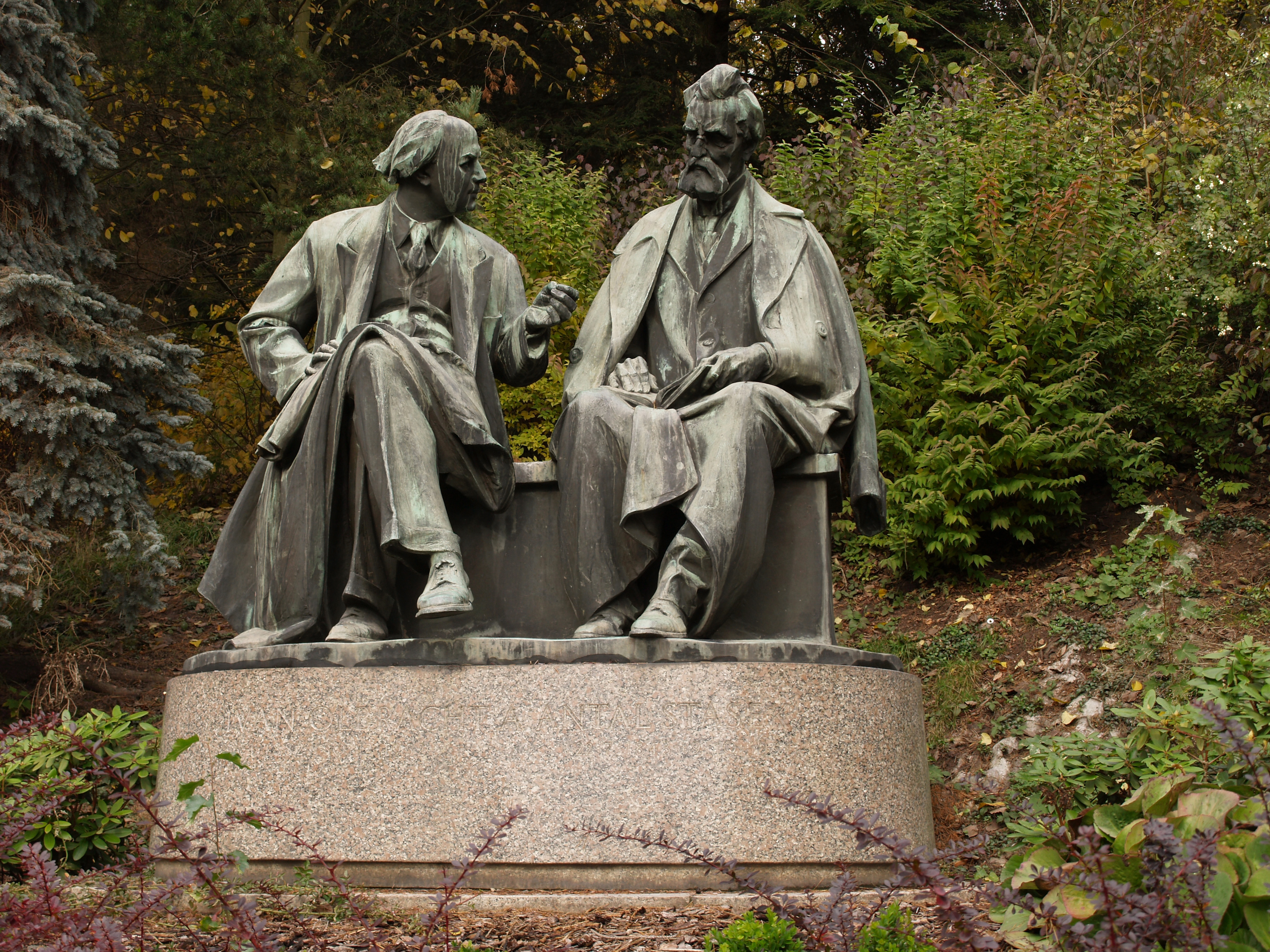
«Батько та син» — скульптура чеських письменників Антала Сташека та Івана Ольбрахта у Семілях, скульптор Йозеф Малейовський
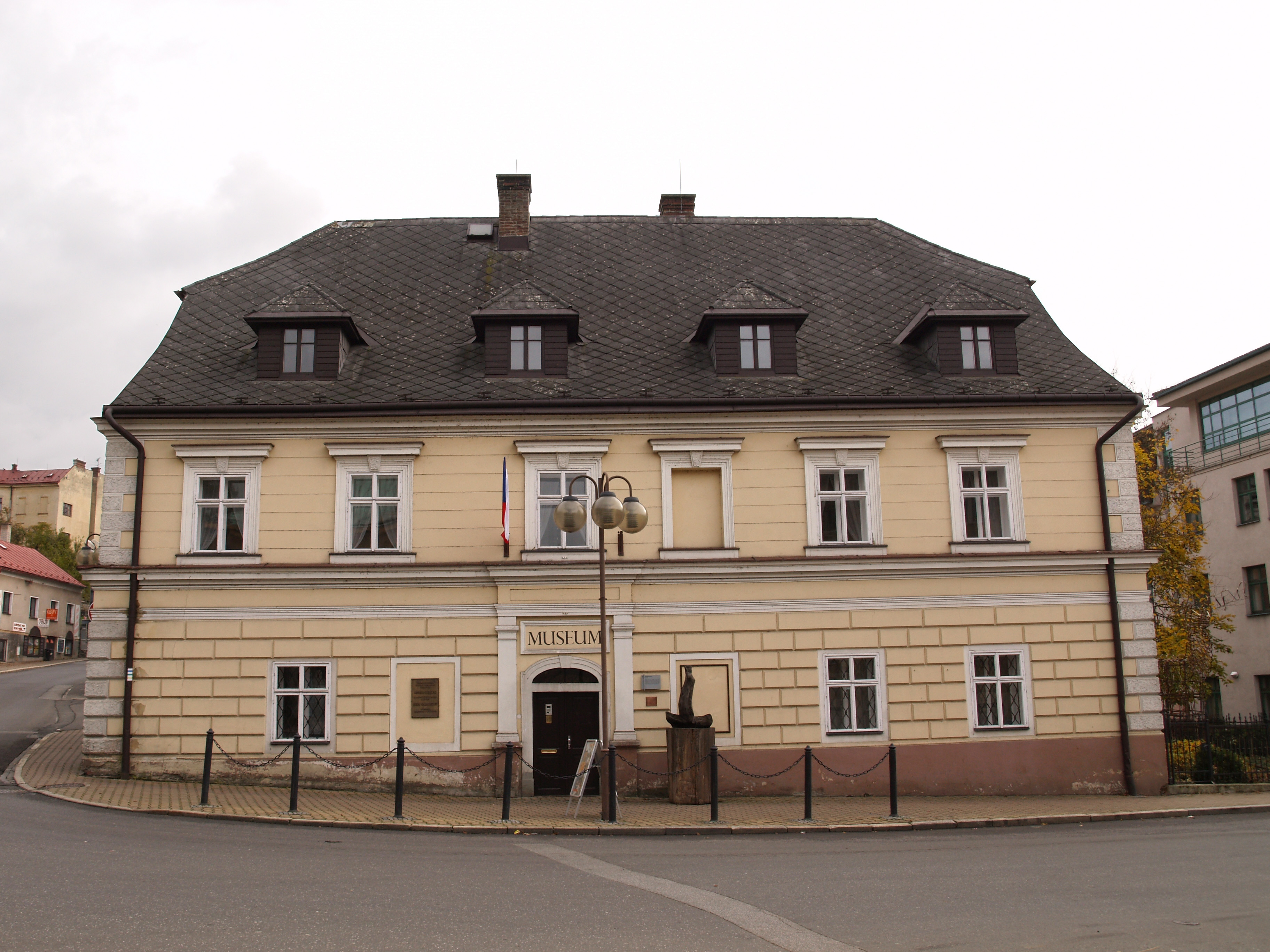
Будинок, у якому народився Ольбрахт (нині музей)
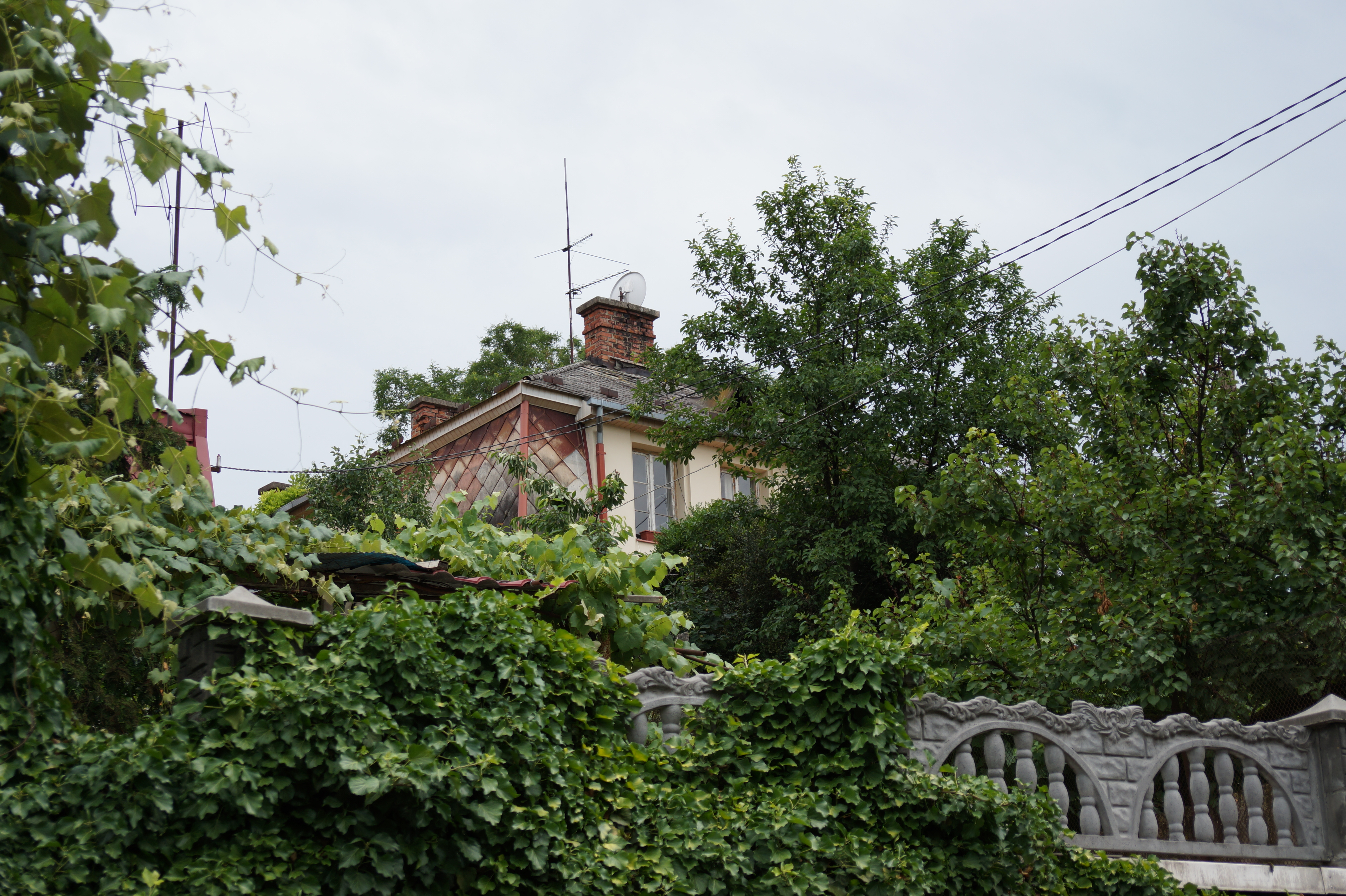
Будинок в Ужгороді, у якому зупинявся письменник по вул. Ольбрахта, 21.